# کارایوکیچا بوناری
کارایوکیچا بوناری (به صربی: Karajukića Bunari) یک منطقهٔ مسکونی در صربستان است که در سینیتسا واقع شده‌است. کارایوکیچا بوناری ۹٫۸۵ کیلومتر مربع مساحت و ۱۰۲ نفر جمعیت دارد و ۱٬۱۲۸ متر بالاتر از سطح دریا واقع شده‌است.